# Vamp!
Vamp! (ヴぁんぷ!?) Es una serie de novelas ligeras japonesas escritas por Ryohgo Narita, con ilustraciones de Katsumi Enami. La primera novela fue lanzada el 10 de junio de 2004, y el más reciente el 10 de agosto de 2005; cada uno de los tres volúmenes publicados por Media Works bajo su etiqueta Dengeki Bunko.El tomo tres prometió un cuarto volumen en 2006, pero salió en agosto de 2008. La serie ha sido licenciada por Seven Seas Entertainment para su lanzamiento en inglés, la primera novela estaba prevista para septiembre de 2008, pero nunca fue publicada debido a que Seven Seas puso su línea de novelas ligeras en espera.

## Novelas
Japonés
- Vamp! (ヴぁんぷ！?) ISBN 4840226881
- Vamp! II (ヴぁんぷ！ II?) ISBN 4840230609
- Vamp! III (ヴぁんぷ！ III?) ISBN 4840231281
- Vamp! IV (ヴぁんぷ！IV?) ISBN 4048671731

- Datos: Q6159451